# پومارانچه
پومارانچه (به ایتالیایی: Pomarance) یک کومونه در ایتالیا است که در استان پیزا واقع شده‌است.

## خصوصیات
پومارانچه ۲۲۷٫۴ کیلومترمربع مساحت و ۶٬۰۵۴ نفر جمعیت دارد و ۳۷۰ متر بالاتر از سطح دریا واقع شده‌است.